# Герой нашего времени (фильм)
«Герой нашего времени» — советская экранизация одноимённого романа Михаила Лермонтова. Дилогия состоит из двух фильмов — «Бэ́ла» и «Максим Максимыч. Тамань».

## О фильме
«Герой нашего времени» — психологический роман, и портрет Печорина — первый в русской литературе психологический портрет. 
Картина Станислава Ростоцкого получилась лирическая и страстная, снятая с детальной исторической и литературной реалистичностью, с большим уважением к классике. А вот сам Григорий Печорин, сыгранный Ивашовым, по мнению некоторых зрителей, получился хотя и органичным и убедительным, психологически верным, но не с настолько истинной лермонтовской внутренней глубиной и трагизмом, как Печорин в исполнении Олега Даля, в телеспектакле «Страницы журнала Печорина».

## Сюжет

### «Бэла»
Первый фильм дилогии. Начало XIX века. Печорин — русский офицер, служащий на Кавказе. Он влюбляется в дочь местного князя Бэлу и подговаривает её брата Азамата похитить сестру. Взамен Печорин помог Азамату украсть коня у лихого джигита Казбича. Поместив Бэлу у себя в крепости, Печорин долгими ухаживаниями добивается её любви.
Но со временем Бэла наскучит ему...

### «Максим Максимыч. Тамань»
Вторая часть кинодилогии рассказывает о случайной встрече бывшего кавказского сослуживца Максима Максимовича с Печориным и об обстоятельствах пребывания Печорина на Тамани.

## В ролях
| Актёр               | Роль                      |
| ------------------- | ------------------------- |
| Владимир Ивашов     | Григорий Печорин          |
| Сильвия Берова      | Бэла                      |
| Алексей Чернов      | Максим Максимович         |
| Николай Бурляев     | слепой                    |
| Станислав Хитров    | слуга Печорина            |
| Александр Орлов     | молодой офицер            |
| Светлана Светличная | «Ундина», контрабандистка |
| Софья Пилявская     | старуха                   |
| В. Рябиков          | денщик                    |
| Борис Савченко      | Янко                      |
| Александр Титов     | старый солдат             |
| Суламбек Мамилов    | Казбич                    |
| Ролан Борашвили     | Азамат                    |
| Евгений Гуров       | доктор                    |
| Барасби Мулаев      | князь                     |
| Владимир Рудый      | Митька                    |
| Ираида Солдатова    | духанщица                 |
| Алексей Ванин       | Эпизод                    |
| Пётр Кирюткин       | Эпизод                    |
| Георгий Светлани    | служивый                  |
| Михаил Трояновский  | десятник                  |

## Съёмочная группа
- Автор сценария и режиссёр-постановщик — Станислав Ростоцкий
- Оператор — Вячеслав Шумский
- Художник-постановщик — Пётр Пашкевич
- Композитор — Кирилл Молчанов
- Художник — Константин Загорский
- Помощник режиссёра - Хасан Хажкасимов
- Соло на виолончели исполняет Мстислав Ростропович
- Государственный симфонический оркестр кинематографии (1 серия)
- Оркестр Ленинградской филармонии (2 серия)
  - Дирижёр — Эмин Хачатурян

## Награды
Диплом XI МКФ в Сан-Себастьяне ( 1967).